# Can Massot (Darnius)

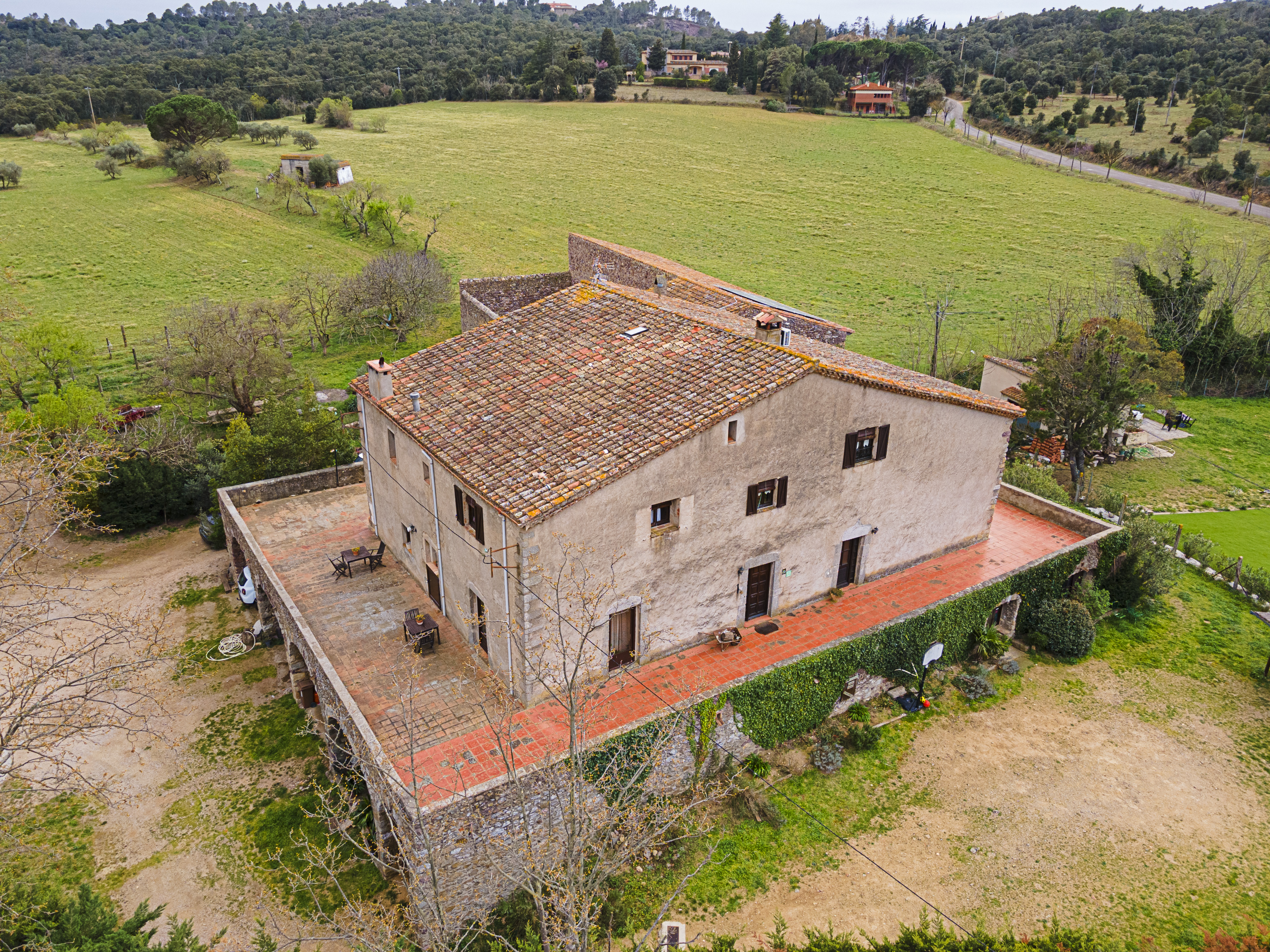
Masia de Can Massot (Darnius)

Can Massot és una casa de Darnius (Alt Empordà) inclosa a l'Inventari del Patrimoni Arquitectònic de Catalunya.

## Descripció
Gran casal situat als afores del poble. És un casal de planta rectangular amb planta baixa i dos pisos. Consta de cinc cossos orientats a llevant. Els dos primers, de migdia, són més llargs i contenen l'escala d'accés al primer pis. Darrere els altres tres cossos n'hi ha dos de perpendiculars. Tots estan coberts per voltes de pedruscall i suportats per parets de pedra. Les plantes superiors, a les façanes de llevant, de tramuntana i de migdia, es retiren donant lloc a una terrassa que envolta la casa. A la banda de migdia hi ha un cos afegit a la façana que cobreix un tros de terrassa amb una volta de llunetes de maó. Les obertures estan emmarcades amb pedres ben tallades. Cal destacar alguns elements arquitectònics, com per exemple el gran arc de mig punt que dona a la terrassa des de la planta pis.

## Història
L'estiu del 2021, el mas es va convertir en l'allotjament principal del rodatge de la pel·lícula Suro (2022) de Mikel Gurrea on es van establir també les sales de maquillatge i vestuari.